# 準直轄市
準直轄市為中華民國所獨有之過渡性質的行政建制，並非正式的行政區劃用語，意即法律並無明文訂定建制方式、權利義務及其意義，而以準用直轄市之規定的方式做一概括性的規範。

## 意義

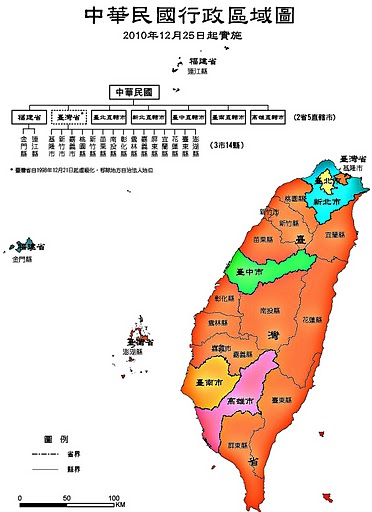
中華民國自由地區行政區劃（2010年12月25日）

縣、省轄市改制為直轄市，根據《地方制度法》規定，必須同時符合下列兩項要件：
1. 人口聚居達一百二十五萬人以上；
2. 在政治、經濟、文化及都會區域發展上，有特殊需要之地區。[註 1][註 2]

在考量人口及產業高度密集之地區改制升格為直轄市之困難，及行政效能之需求殷切，因此人口數凡超過二百萬之縣市，在升格為直轄市前或因政治、經濟、文化及都會區域發展而未符合改制直轄市條件者，即可根據《地方制度法》第四條第二項規定，向中華民國內政部申請並報行政院核定後，準用直轄市之部分規定。
準直轄市被視為改制升格為直轄市之前之暫時性、特殊性的地方自治團體型態。儘管行政區劃仍為《地方制度法》規定之縣和市，但實際上被賦予的地方自治權利與財政收支水位已與直轄市幾無差異。
最早準用直轄市規定之轄域為新北市﹝時為臺北縣﹞，2010年12月行政院明令桃園市﹝時為桃園縣﹞自2011年1月1日適用，是第二次準用《地方制度法》中直轄市規定之轄域。

### 準用直轄市規定之例

#### 新北市
原臺北縣在改制為直轄市之前人口已逾380萬人（直至今日仍是現有的地方自治行政區劃裡擁有最多人口的行政區），其於2007年10月1日至2010年12月24日即依《地方制度法》之規定準用直轄市之部分規定。

#### 桃園市
桃園縣轄區內人口於2010年6月已達到200萬人以上，經行政院核定許可，自2011年1月1日起準用直轄市之部分規定。2012年7月提出升格直轄市案，2012年11月23日內政部審查通過，2013年1月3日行政院核定改制直轄市，於2014年12月25日升格直轄市。

## 準用直轄市相關規定
依據《地方制度法》第四條第二項規定，準用直轄市之事項，包括直轄市議會之會期（第三十四條）、直轄市議會之組織準則（第五十四條）、直轄市政府首長、副首長及各機關首長之任免（第五十五條）、直轄市政府之組織準則（第六十二條）、直轄市稅依本法及財政收支劃分法（第六十六條）、直轄市收支依本法及財政收支劃分法（第六十七條）以及其他法律關於直轄市之規定。
而其他法律之適用範圍，須由中央主管機關以命令方式於《行政院公報》公告，方能準用。

### 地方制度法
準用《地方制度法》之前後差異比較如下：
1. 第三十四條：縣市議會會期由不超過四十日延長為不超過七十日。臨時會舉辦次數每年由六次以下增加為八次以下，其會期由不超過五日延長為不超過十日，
2. 第五十四條：縣市議會組織自治條例原送內政部核定，改為報行政院核定。
3. 第五十五條：縣市府其一級單位主管或所屬一級機關首長除主計、人事、警察及政風主管或首長，依專屬人事管理法律任免外，其餘職務均比照簡任第十三職等，由縣市長任免之。（未準用時，僅最多僅能任用二分之一以下，且副縣長僅能比照簡任第十三職等、一級首長僅能比照簡任第十二職等）
4. 第六十二條：縣市政府組織自治條例，經縣市議會同意後，報行政院備查（原來報內政部備查）；一級機關設置上限比照直轄市規定辦理。
5. 第六十六條：應分配之縣市稅，依財政收支劃分法規定改由直轄市之分配比例下辦理。
6. 第六十七條：縣市之收入及支出，應依地方制度法及財政收支劃分法規定比照直轄市標準辦理。

### 準用教育部主管法律規定
教育部2010年12月28日臺法字第0990224086B號令桃園縣準用本部主管法規中關於直轄市規定之法規如後表，並自2011年1月1日生效。
| 排序 | 法規名稱                                                                       | 條、項、款、目 |
| ---- | ------------------------------------------------------------------------------ | -------------- |
| 1    | 學校教職員退休條例施行細則                                                     | 第26條         |
| 2    | 學校教職員撫卹條例施行細則                                                     | 第13條         |
| 3    | 公立學校教職員敘薪辦法                                                         | 第3條          |
| 4    | 教師法施行細則                                                                 | 第4條、第5條   |
| 5    | 支領月退休給與之公立學校教職員赴大陸地區長期居住改領停領及恢復退休給與處理辦法 | 第3條          |
| 6    | 國民教育法                                                                     | 第9條第4項     |
| 7    | 學校退休教職員一次退休金優惠存款辦法                                           | 第10條         |

### 準用財政部主管法律規定
財政部2010年12月30日台財庫字第09903524940號、台財庫字第09903524990號及12月31日台財稅字第09904166460號令桃園縣準用本部主管法規中關於直轄市規定之法規如後表，並自2011年1月1日生效。
| 排序 | 法規名稱                 | 條、項、款、目 |
| ---- | ------------------------ | --- |
| 1    | 財政收支劃分法           | 第4條附表1收入分類表丙一（一）土地稅中之土地增值稅及（九）統籌分配稅、第12條第1項第1款第3目、第16條之一第2項第4款 |
| 2    | 公共債務法               | 第10條 |
| 3    | 不動產評價委員會組織規程 | 第3條第1款 |

### 準用衛生福利部主管法律規定
行政院衛生署2010年12月27日衛署健保字第0992600352號、2011年1月24日署授食字第0991620209號、2011年1月21日署授國字第0990402765號及署授食字第0991416565號令桃園縣準用本署主管法規中關於直轄市規定之法規如後表，並自2011年1月1日生效。
| 排序 | 法規名稱                       | 條、項、款、目                               |
| ---- | ------------------------------ | -------------------------------------------- |
| 1    | 全民健康保險法                 | 第27條第1款第1目、第2目、第2款、第3款、第5款 |
| 2    | 全民健康保險法施行細則         | 第41條第1項第1款第1目                        |
| 3    | 化粧品衛生管理條例             | 第24條第2項及第3項                           |
| 4    | 罕見疾病防治及藥物法施行細則   | 第8條                                        |
| 5    | 優生保健措施減免或補助費用辦法 | 第6條                                        |
| 6    | 藥事法                         | 第66條第1項、第3項、第66條之1、第102條第2項  |
| 7    | 藥事法施行細則                 | 第38條、第44條                               |

### 準用內政部主管法律規定
內政部2010年12月30日台內法字第0990256830號及2011年8月4日台內社字第1000141569號令桃園縣準用本部主管法規中關於直轄市規定之法規如後表，並自2011年1月1日生效。
| 排序 | 法規名稱                                       | 條、項、款、目                                                                                          |
| ---- | ---------------------------------------------- | --- |
| 1    | 土地法施行法                                   | 第4條                                                                                                   |
| 2    | 不動產經紀業管理條例                           | 第28條第1項                                                                                             |
| 3    | 地政士法                                       | 第36條第1項第2款                                                                                        |
| 4    | 不動產估價師法                                 | 第26條第1項第2款                                                                                        |
| 5    | 商業團體法                                     | 第3條第1項第1款第2目、第4款第2目、第2項、第6條第1項、第20條第1項第2款、第42條、第57條、第61條第1項第2款 |
| 6    | 工業團體法                                     | 第3條、第5條第1項、第50條、第57條第1項第2款                                                             |
| 7    | 人民團體法                                     | 第17條第1項第2款                                                                                        |
| 8    | 中華民國紅十字會法                             | 第15條                                                                                                  |
| 9    | 農民健康保險條例                               | 第12條第2項                                                                                             |
| 10   | 地方民意代表費用支給及村里長事務補助費補助條例 | 第3條、第5條、第6條                                                                                     |
| 11   | 工程受益費徵收條例施行細則                     | 第74條第2款、第78條第2款                                                                                |
| 12   | 臺灣地區應徵召軍人貧困家屬就醫減免費及補助辦法 | 第6條、第18條、第19條、第20條第2項、第21條、第23條第2項                                                 |
| 13   | 服兵役役男家屬生活扶助實施辦法                 | 第3條                                                                                                   |
| 14   | 直轄市縣市消防車輛裝備及其人力配置標準         | 第4條第1款第1目                                                                                         |
| 15   | 軍人公墓管理規則                               | 第31條                                                                                                  |
| 16   | 地方立法機關組織準則                           | 第3條、第29條                                                                                           |
| 17   | 地方行政機關組織準則                           | 第3條、第5條、第10條至第12條、第22條                                                                    |
| 18   | 民防團隊編組訓練演習服勤及支援軍事勤務辦法     | 第9條第1項第3款                                                                                         |
| 19   | 都市計畫公共設施用地多目標使用辦法             | 第3條之附表                                                                                             |
| 20   | 都市計畫定期通盤檢討實施辦法                   | 第35條                                                                                                  |
| 21   | 處理違章建築有關人員獎懲辦法                   | 第16條                                                                                                  |
| 22   | 各級都市計畫委員會組織規程                     | 第3條                                                                                                   |
| 23   | 農民健康保險監理委員會組織規程                 | 第2條第1項第3款                                                                                         |
| 24   | 農民健康保險爭議事項審議辦法                   | 第8條第1項第5款                                                                                         |
| 25   | 中華民國紅十字會法施行細則                     | 第11條第2款                                                                                             |
| 26   | 合作社選舉罷免辦法                             | 第5條第1款                                                                                              |
| 27   | 警察法                                         | 第3條第2項                                                                                              |
| 28   | 警察法施行細則                                 | 第6條                                                                                                   |
| 29   | 警察人員人事條例                               | 第9條、第16條、第21條、第34條                                                                           |
| 30   | 兒童及少年醫療補助辦法                         | 第5條第2項第2款                                                                                         |
| 31   | 徵收田賦土地地目等則調整辦法                   | 第3條第1款                                                                                              |
| 32   | 公有山坡地放領辦法                             | 第19條第1項                                                                                             |
| 33   | 國有耕地放領實施辦法                           | 第17條第1項                                                                                             |
| 34   | 國民年金法                                     | 第12條                                                                                                  |

### 準用經濟部主管法律規定
經濟部2011年1月3日經研字第09904511070號及2011年1月25日經授水字第10020200430號令桃園縣準用本部主管法規中關於直轄市規定之法規如後表，並自2011年1月1日生效。
| 排序 | 法規名稱                             | 條、項、款、目                                               |
| ---- | ------------------------------------ | ------------------------------------------------------------ |
| 1    | 物力調查實施辦法                     | 第7條第11款第2目                                             |
| 2    | 自來水法                             | 第4條、第6條                                                 |
| 3    | 自來水事業專營權管理規則             | 第4條、第8條至第12條、第14條至第17條、第21條至第26條、第28條 |
| 4    | 水質水量保護區土地受限補償金發放標準 | 第4條                                                        |

### 準用行政院主計總處主管法律規定
行政院主計總處﹝時為行政院主計處﹞2010年年12月30日處義二字第0990007908B號令桃園縣準用本處主管法規中關於直轄市規定之法規如後表，並自2011年1月1日生效。
| 排序 | 法規名稱                           | 條、項、款、目                            |
| ---- | ---------------------------------- | ----------------------------------------- |
| 1    | 主計機構人員設置管理條例           | 第5條第1款、第3款、第12條、第18條、第22條 |
| 2    | 主計機構人員設置管理條例施行細則   | 第2條、第7條第2款、第15條                 |
| 3    | 主計機構編制訂定及人員任免遷調辦法 | 第2條第5款、第7條第1項第1款               |

### 準用國防部主管法律規定
國防部2011年1月6日國制研審字第1000000001號令桃園縣準用本部主管法規中關於直轄市規定之法規如後表，並自2011年1月1日生效。
| 排序 | 法規名稱 | 條、項、款、目 |
| ---- | -------- | -------------- |
| 1    | 召集規則 | 第29條第2項    |

### 準用行政院農業委員會主管法律規定
行政院農業委員會2011年1月6日農授漁字第0991285254號、農授水保字第0991872724號、2011年1月18日農授林務字第1001720093號、2011年1月28日農防字第1001472002號及2011年6月22日農輔字第1000050650號令桃園縣準用本部主管法規中關於直轄市規定之法規如後表，並自2011年1月1日生效。
| 排序 | 法規名稱                   | 條、項、款、目                                        |
| ---- | -------------------------- | ----------------------------------------------------- |
| 1    | 漁業法                     | 第45條、第48條                                        |
| 2    | 漁業法施行細則             | 第6條、第7條                                          |
| 3    | 水土保持法                 | 第3條第3款及第5款、第5條、第16條、第17條第1項、第18條 |
| 4    | 水土保持法施行細則         | 第3條、第21條、第23條第1項、第24條第1項、第25條       |
| 5    | 山坡地保育利用條例         | 第3條、第16條第1項及第4項、第2條、第32條之1第2項      |
| 6    | 山坡地保育利用條例施行細則 | 第12條、第16條之1                                     |
| 7    | 林產物伐採查驗規則         | 第7條、第17條                                         |
| 8    | 獸醫師法                   | 第48條第1項第2款                                      |
| 9    | 老年農民福利津貼暫行條例   | 第6條                                                 |

### 準用勞動部主管法律規定
勞動部2011年1月6日勞保1字第0990140563號令桃園縣準用本部主管法規中關於直轄市規定之法規如後表，並自2011年1月1日生效。
| 排序 | 法規名稱             | 條、項、款、目   |
| ---- | -------------------- | ---------------- |
| 1    | 勞工保險條例         | 第4條、第15條    |
| 2    | 勞工保險條例施行細則 | 第三十六條第一項 |

### 準用行政院公共工程委員會主管法律規定
行政院公共工程委員會2011年1月10日工程技字第10000005750號令桃園縣準用本會主管法規中關於直轄市規定之法規如後表，並自2011年1月1日生效。
| 排序 | 法規名稱 | 條、項、款、目 |
| ---- | -------- | -------------- |
| 1    | 技師法   | 第26條         |

### 準用行政院大陸委員會主管法律規定
行政院大陸委員會2011年1月12日陸法字第0999904458-1號令桃園縣準用本會主管法規中關於直轄市規定之法規如後表，並自2011年1月1日生效。
| 排序 | 法規名稱                       | 條、項、款、目    |
| ---- | ------------------------------ | ----------------- |
| 1    | 臺灣地區與大陸地區人民關係條例 | 第9條第4項至第6項 |

### 準用行政院環境保護署主管法律規定
行政院環境保護署2011年1月11日環署空字第1000003419號、2011年1月13日環署綜字第1000004541號及2011年1月13日環署管字第1000006182B號令桃園縣準用本會主管法規中關於直轄市規定之法規如後表，並自2011年1月1日生效。
| 排序 | 法規名稱               | 條、項、款、目          |
| ---- | ---------------------- | ----------------------- |
| 1    | 噪音管制法施行細則     | 第3條                   |
| 2    | 環境影響評估法施行細則 | 第4條                   |
| 3    | 公害糾紛處理法         | 第5條第2項及第44條第2項 |